# Bóng rổ sinh viên

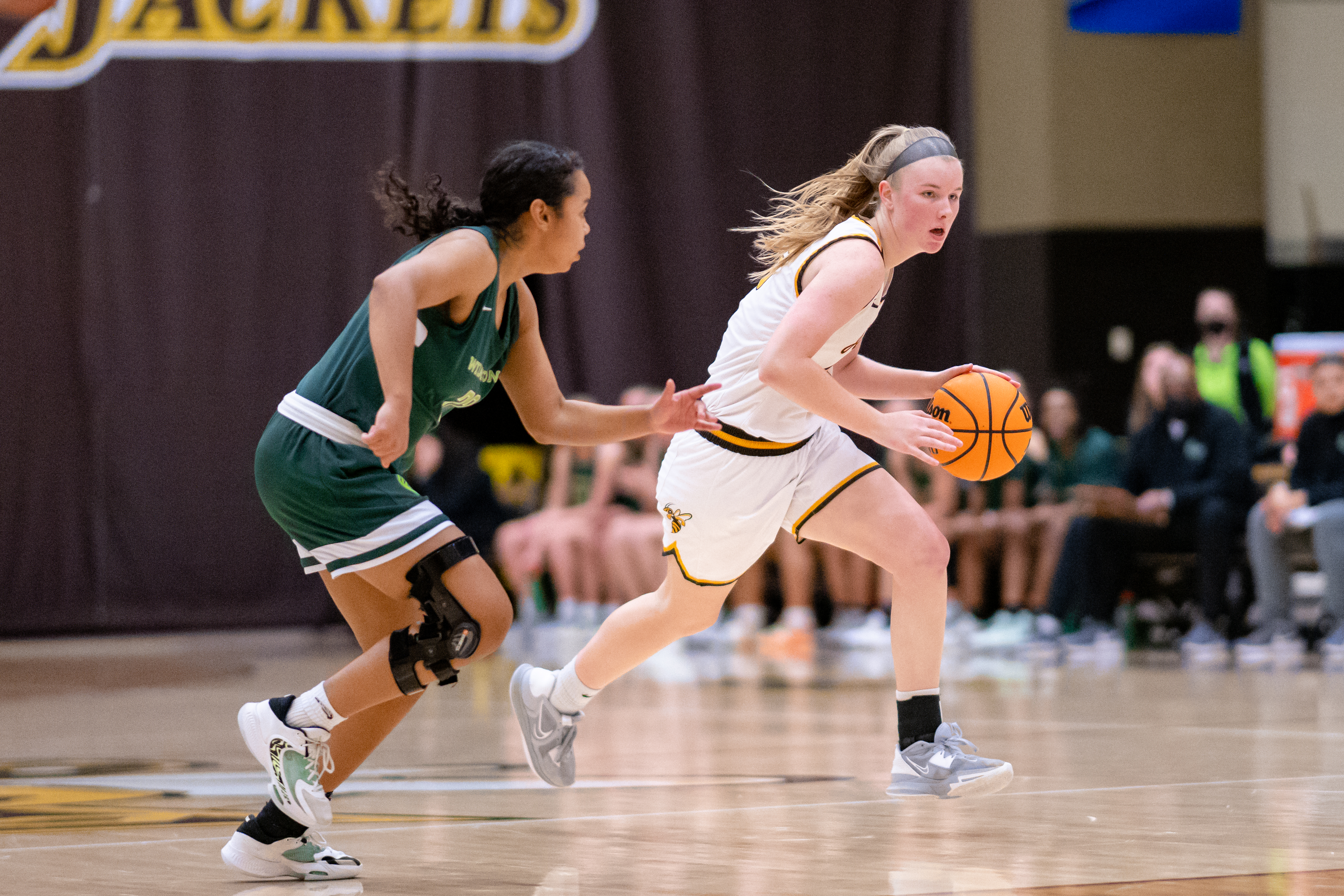
Trận thi đấu bóng rổ sinh viên ở Mỹ

Bóng rổ sinh viên hay còn gọi là Bóng rổ cao đẳng (College basketball) là môn bóng rổ được thi đấu nội dung thể thao sinh viên. Trong nền giáo dục đại học ở Hoa Kỳ, tại các trường cao đẳng và đại học thì môn bóng rổ được quản lý bởi các cơ quan thể thao sinh viên bao gồm Hiệp hội thể thao trường đại học quốc gia (NCAA ), Hiệp hội thể thao liên trường đại học quốc gia (NAIA), Hiệp hội thể thao trường đại học Hoa Kỳ (USCAA), Hiệp hội thể thao trường đại học quốc gia (NJCAA) và Hiệp hội thể thao quốc gia Cơ Đốc giáo (NCCAA). Hầu hết các trận đấu giữa các đối thủ diễn ra vào phần sau của mùa giải. Mặc dù có nhiều thứ hạng khác nhau của các đội trong toàn bộ NCAA, Trong hầu hết các trường hợp, đội chiến thắng trong giải đấu sẽ tự động nhận được vé tham gia giải đấu NCAA. Tuy nhiên, các đội đang chuyển tiếp từ Division II sẽ không đủ điều kiện tham gia giải NCAA. Giải đấu đầu tiên được biết đến chỉ có các đội đại học là Thế vận hội Mùa hè 1904, trong đó bóng rổ là môn thể thao trình diễn và một giải đấu vô địch cấp đại học đã được tổ chức. Giáo dục đại học ở Hoa Kỳ cũng đặc biệt chú trọng đầu tư vào các môn thể thao sinh viên có tính cạnh tranh cao như bóng bầu dục và bóng rổ sinh viên mang lại doanh thu hàng tỷ đô la.

## Tổng quan

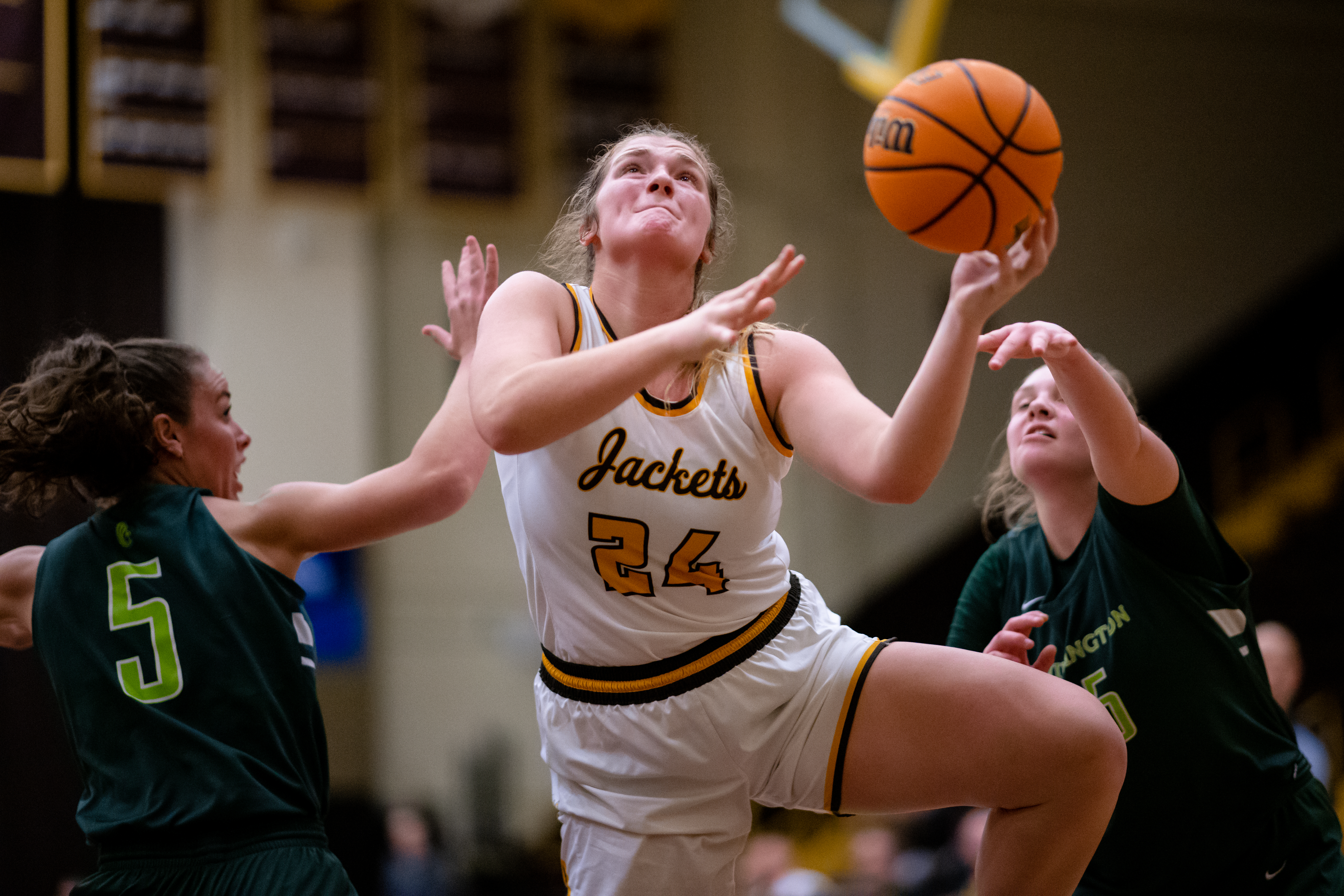
Một trận bóng rổ sinh viên ở Hoa Kỳ

Các tín đồ ban đầu của môn bóng rổ đã được gửi đến các YMCA trên khắp Hoa Kỳ và nó nhanh chóng lan rộng khắp Hoa Kỳ và Canada. Đến năm 1895, nó đã được thành lập tại một số trường trung học dành cho phụ nữ. Mặc dù YMCA chịu trách nhiệm ban đầu phát triển và truyền bá trò chơi, nhưng trong một thập kỷ, nó không khuyến khích môn thể thao mới này, khi trò chơi thô bạo và đám đông ồn ào bắt đầu làm mất đi nhiệm vụ chính của YMCA. Tuy nhiên, các câu lạc bộ thể thao nghiệp dư, cao đẳng và câu lạc bộ chuyên nghiệp khác nhanh chóng lấp đầy khoảng trống. Trong những năm trước Thế chiến I, Liên đoàn thể thao nghiệp dư và Hiệp hội thể thao liên trường Hoa Kỳ (tiền thân của NCAA) đã tranh giành quyền kiểm soát các quy tắc của trò chơi. Giải đấu chuyên nghiệp đầu tiên, Giải bóng rổ quốc gia, được thành lập vào năm 1898 để bảo vệ người chơi khỏi bị bóc lột và để quảng bá cho một trò chơi ít thô bạo hơn. Giải đấu này chỉ kéo dài năm năm.
James Naismith là nhân tố chính trong việc thành lập bóng rổ sinh viên. Đồng nghiệp CO Beamis của anh đã huấn luyện đội bóng rổ đại học đầu tiên chỉ một năm sau trận đấu Springfield YMCA tại ngoại ô Pittsburgh Geneva College. Bản thân Naismith sau đó đã huấn luyện tại Đại học Kansas trong sáu năm, trước khi trao dây cương cho huấn luyện viên nổi tiếng Forrest "Phog" Allen. Môn đệ của Naismith, Amos Alonzo Stagg, đã mang bóng rổ đến Đại học Chicago, trong khi Adolph Rupp, một sinh viên của Naismith ở Kansas, rất thành công với tư cách là huấn luyện viên tại Đại học Kentucky. Vào ngày 9 tháng 2 năm 1895, trò chơi 5 trên 5 liên trường đầu tiên được chơi tại Đại học Hamline giữa Hamline và Trường Nông nghiệp, liên kết với Đại học Minnesota. Trường Nông nghiệp đã thắng 9-3.
Năm 1901, các trường đại học, bao gồm Đại học Chicago, Đại học Columbia, Đại học Cornell, Đại học Dartmouth, Đại học Minnesota, Học viện Hải quân Hoa Kỳ, Đại học Colorado và Đại học Yale bắt đầu tài trợ cho các trò chơi của nam giới. Năm 1905, chấn thương thường xuyên trên sân bóng đã khiến Tổng thống Theodore Roosevelt đề nghị các trường đại học thành lập một cơ quan quản lý, dẫn đến việc thành lập Hiệp hội Thể thao Liên trường Hoa Kỳ (IAAUS). Năm 1910, cơ quan đó sẽ đổi tên thành Hiệp hội thể thao trường đại học quốc gia (NCAA). Trận bóng rổ liên đại học đầu tiên của Canada được chơi tại YMCA ở Kingston, Ontario vào ngày 6 tháng 2 năm 1904, khi trường đại học McGill, trường đại học đã đến thăm Đại học Queen. McGill thắng 9-7 sau khi đấu thêm giờ; điểm số là 7-7 khi kết thúc phần chơi quy định và thời gian đấu thêm mười phút đã có kết quả. Một lượng khán giả đông đảo đã theo dõi trận đấu.
Giải đấu vô địch quốc gia cho nam đầu tiên, Hiệp hội quốc gia của liên trường bóng rổ giải đấu, mà vẫn còn tồn tại như các Hiệp hội quốc gia của liên trường Điền kinh (NAIA) giải đấu, được tổ chức vào năm 1937. Giải vô địch quốc gia đầu tiên cho các đội NCAA, Giải đấu mời quốc gia (NIT) tại New York, được tổ chức vào năm 1938; giải đấu quốc gia NCAA sẽ bắt đầu một năm sau đó. Bóng rổ đại học đã bị rung chuyển bởi các vụ bê bối cờ bạc từ năm 1948 đến 1951, khi hàng chục cầu thủ từ các đội hàng đầu có liên quan đến việc dàn xếp tỷ số trận đấu và cạo điểm. Một phần do là một hiệp hội thể thao gian lận, NIT mất đi tài trợ cho giải đấu NCAA.

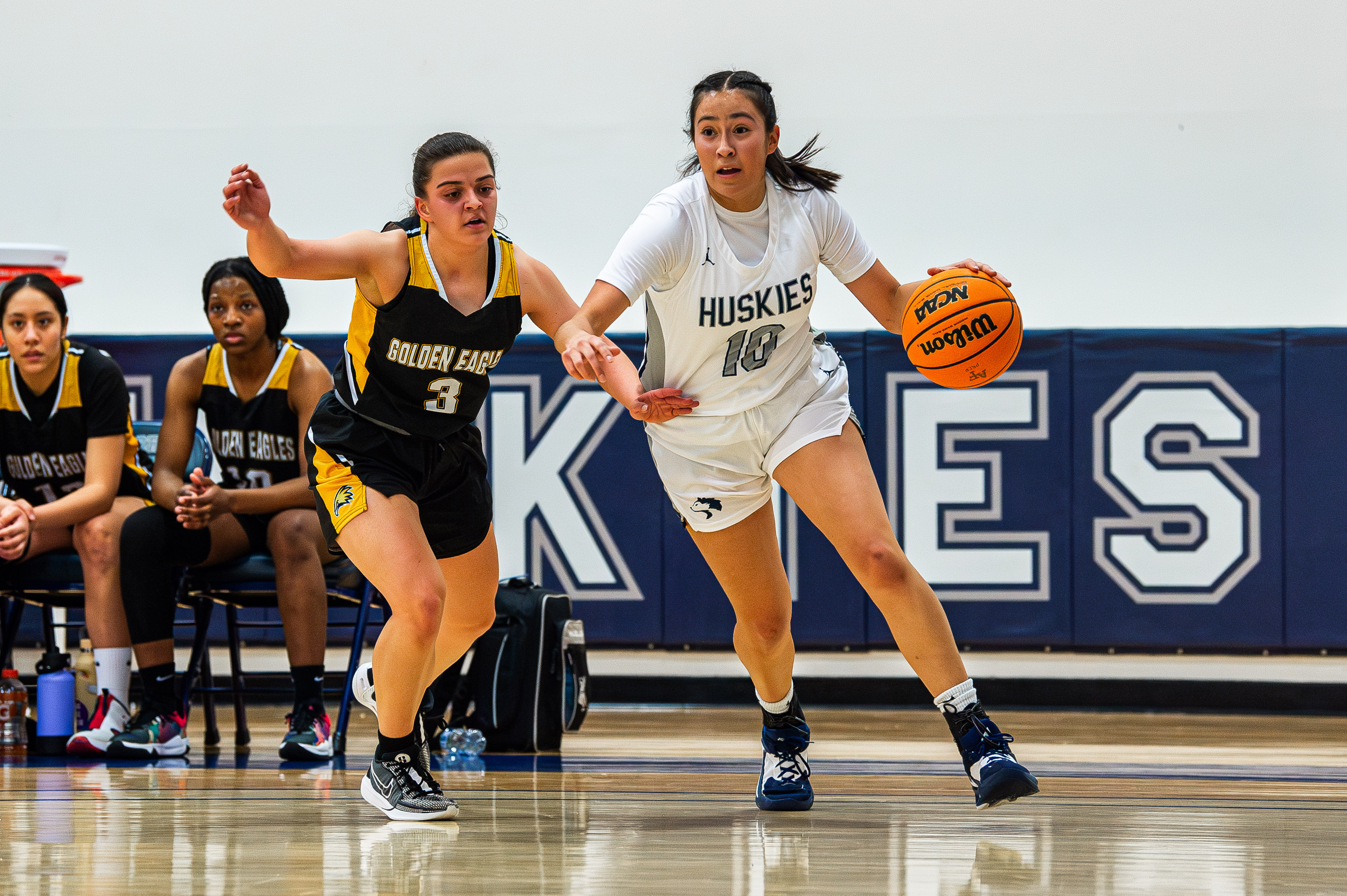
Một trận bóng rổ học sinh sinh viên

Trước khi hợp nhất khu học chánh rộng rãi, hầu hết các trường trung học Mỹ đều nhỏ hơn nhiều so với các trường trung học ngày nay. Trong những thập kỷ đầu tiên của thế kỷ 20, bóng rổ nhanh chóng trở thành môn thể thao liên trường lý tưởng do các yêu cầu về thiết bị và nhân sự khiêm tốn. Trong những ngày trước khi truyền hình phủ sóng rộng rãi các môn thể thao chuyên nghiệp và đại học, sự phổ biến của bóng rổ trường trung học là vô song ở nhiều nơi trên nước Mỹ. Có lẽ huyền thoại nhất trong các đội bóng của trường trung học là Franklin Wonder Five của Indiana, đã gây bão toàn quốc trong những năm 1920, thống trị bóng rổ Indiana và giành được sự công nhận cấp quốc gia. Ngày nay, hầu như mọi trường trung học ở Hoa Kỳ đều tổ chức một đội bóng rổ trong cuộc thi varsity.
Mức độ phổ biến của bóng rổ vẫn cao, cả ở khu vực nông thôn nơi họ mang bản sắc của toàn bộ cộng đồng, cũng như tại một số trường lớn hơn được biết đến với các đội bóng rổ của họ, nơi nhiều cầu thủ tiếp tục tham gia thi đấu ở cấp độ cao hơn sau khi tốt nghiệp. Trong mùa 20161717, 980.673 nam và nữ đại diện cho các trường của họ trong cuộc thi bóng rổ liên trường, theo Liên đoàn các trường trung học quốc gia Hoa Kỳ. Các bang Illinois, Indiana và Kentucky đặc biệt nổi tiếng vì sự tận tâm của cư dân đối với bóng rổ ở trường trung học, thường được gọi là Hoosier Hysteria ở Indiana; bộ phim được đánh giá cao Hoosiers cho thấy ý nghĩa sâu sắc của bóng rổ trường trung học đối với các cộng đồng này.
Hiện tại không có giải đấu để xác định một nhà vô địch của các trường trung học quốc gia. Nỗ lực nghiêm túc nhất là Giải bóng rổ liên trường quốc gia tại Đại học Chicago từ năm 1917 đến 1930. Sự kiện này được Amos Alonzo Stagg tổ chức và gửi lời mời đến các đội vô địch bang. Giải đấu bắt đầu như một giải chủ yếu ở Trung Tây nhưng đã phát triển lên. Năm 1929, nó có 29 nhà vô địch bang. Đối mặt với sự phản đối của Liên đoàn các trường trung học quốc gia và Hiệp hội các trường đại học và cao đẳng Bắc Trung Bộ Hoa Kỳ, với mối đe dọa của các trường bị mất công nhận, giải đấu cuối cùng đã diễn ra vào năm 1930. Các tổ chức trên cho biết họ lo ngại rằng giải đấu đang được sử dụng để tuyển dụng các cầu thủ chuyên nghiệp từ hàng ngũ học sinh chuẩn bị thi đại học. Giải đấu này không mời các trường dân tộc thiểu số hoặc các trường tư thục/dân tộc.